# ティアンチサウルス
ティアンチサウルス（学名 Tianchisaurus、「天池のトカゲ」の意味）は後期ジュラ紀（オックスフォーディアン-キンメリッジアン）の中国で発見された曲竜類恐竜の属である。董枝明が提唱したように実際にアンキロサウルス科に属するならば、この科の最初期のメンバーである。他のアンキロサウルス科とは異なり、尾の先端に骨質のこぶが無い。
1993年の映画『ジュラシック・パーク』にちなみ、タイプ標本は非公式に"ジュラッソサウルス（Jurassosaurus）"と呼ばれており、種小名はnedegoapeferimaは映画の主な出演者サム・ニール（Sam Neill）、 ローラ・ダーン（Laura Dern）、 ジェフ・ゴールドブラム（Jeff Goldblum）、リチャード・アッテンボロー （Richard Attenborough）、ボブ・ペック（Bob Peck）、マーティン・フェレロ（Martin Ferrero）、アリアナ・リチャーズ（Ariana Richards）、およびジョゼフ・マゼロ（Joseph Mazzello）の姓から作られた。中国の恐竜研究に資金を提供していた映画監督のスティーヴン・スピルバーグによりこの名前は提案された。
董枝明は最終的にティアンチサウルスを選び"ジュラッソサウルス"の属名（この名は現在裸名である）を破棄したが、俳優達に献名した種小名はそのままにした。